# 百分号编码
百分号编码（英語：Percent-encoding），又稱URL编码（URL encoding）是特定上下文的统一资源定位符（URL）的编码机制，实际上也适用于统一资源标志符（URI）的编码。也用于为application/x-www-form-urlencoded MIME准备数据，因为它用于通过HTTP的请求操作（request）提交HTML表单数据。

## URI的百分号编码

### URI的字符类型
URI所允许的字符分作保留与未保留。保留字符是那些具有特殊含义的字符，例如：斜线字符用于URL（或URI）不同部分的分界符；未保留字符没有这些特殊含义。百分号编码把保留字符表示为特殊字符序列。上述情形随URI与URI的不同版本规格会有轻微的变化。
| ! | * | ' | ( | ) | ; | : | @ | & | = | + | $ | , | / | ? | # | [ | ] |

| A | B | C | D | E | F | G | H | I | J | K | L | M | N | O | P | Q | R | S | T | U | V | W | X | Y | Z |  |
| a | b | c | d | e | f | g | h | i | j | k | l | m | n | o | p | q | r | s | t | u | v | w | x | y | z |  |
| 0 | 1 | 2 | 3 | 4 | 5 | 6 | 7 | 8 | 9 | - | _ | . | ~ |   |   |   |   |   |   |   |   |   |   |   |   |  |

URI中的其它字符必须用百分号编码。

### 对保留字符的百分号编码
如果一个保留字符在特定上下文中具有特殊含义（称作“reserved purpose”） , 且URI中必须使用该字符用于其它目的，那么该字符必须百分号编码。百分号编码一个保留字符，首先需要把该字符的ASCII的值表示为两个16进制的数字，然后在其前面放置转义字符（“%”），置入URI中的相应位置。（对于非ASCII字符，需要转换为UTF-8字节序，然后每个字节按照上述方式表示。）
例如，"/"，如果用作URI的路径成份的分界符，则是具有特殊含义的保留字符。如果该字符需要出现在URI一个路径成分的内部，则三字符序列"%2F"或"%2f"就用于代替原本的"/"出现在该URI路径成分的内部.
| !   | #   | $   | &   | '   | (   | )   | *   | +   | ,   | /   | :   | ;   | =   | ?   | @   | [   | ]   |
| %21 | %23 | %24 | %26 | %27 | %28 | %29 | %2A | %2B | %2C | %2F | %3A | %3B | %3D | %3F | %40 | %5B | %5D |

在特定上下文中没有特殊含义的保留字符也可以被百分号编码，在语义上与不百分号编码的该字符没有差别。
在URI的"查询"成分（?字符后的部分）中, 例如"/"仍然是保留字符但是没有特殊含义，除非一个特定的URI有其它规定。该/字符在没有特殊含义时不需要百分号编码。
如果保留字符具有特殊含义，那么该保留字符用百分号编码的URI与该保留字符仅用其自身表示的URI具有不同的语义。

### 对未保留字符的百分号编码
未保留字符不需要百分号编码。
两个URI的差别如果仅在于未保留字符是用百分号编码还是用字符自身表示，那么这两个URI具有等价的语义。但URI处理器实际上并不总是把二者视作等价。例如，URI的消费者不应该把"%41"与"A"，"%7E"与"~"视作不同，但是某些URI的消费者就是这么做了。为了最大的互操作性，URI的制造者不应该对未保留字符进行百分号编码。

### 对百分号字符的百分号编码
由于百分号字符（"%"）表示百分号编码字节流的存在，因此百分号字符应该被编码为3个字节的序列："%25"，用于URI内部。

### 对任意数据的百分号编码
大多数URI涉及表示任意数据，例如IP地址或文件系统路径作为URI的成分。

#### 二进数据
1994年发布的RFC 1738规定， URI中的二进制数据应该表示为8位元组的序列，然后对每个8位元组按照上述方式百分号编码. 例如，字节值0F（十六进制）应表示为"%0F"，字节值41（十六进制）应表示为"A"或"%41". 优先使用未保留字符来表示这些字节值，因为这使得URL更短。

#### 字符数据
二进数据的百分号编码过程已经被外推到字符数据，甚至到不适合或未被完全规范的地步。在WWW初创阶段，仅仅处理ASCII字符是否编码问题，还没有什么问题。但随后发展到对非ASCII字符如何在URI中编码，缺少标准规范的情况下导致了歧义性的解释URI的错误。
例如， 基于RFC 1738与RFC 2396的协议规定，字符数据先要根据某种字符编码转换为字节流，然后再表示为URI。如果URI不提供是何种字符编码的提示信息，那么这个URI难以可靠的解析。

### 当前标准
2005年1月发布的RFC 3986，建议所有新的URI必须对未保留字符不加以百分号编码；其它字符建议先转换为UTF-8字节序列, 然后对其字节值使用百分号编码。此前的URI不受此标准的影响。

### 非标准的实现
有一些不符合标准的把Unicode字符在URI中表示为：%uxxxx, 其中xxxx是用4个十六进制数字表示的Unicode的码位值。任何RFC都没有这样的字符表示方法，并且已经被W3C拒绝 （页面存档备份，存于）。第三版的ECMA-262仍然包含函数escape(string)使用这种语法，但也有函数encodeURI(uri)转换字符到UTF-8字节序列并用百分号编码每个字节。

## application/x-www-form-urlencoded类型
当HTML表单中的数据被提交时，表单的域名与值被编码并通过HTTP的GET或者POST方法甚至更古远的email把请求发送给服务器。这里的编码方法采用了一个非常早期的通用的URI百分号编码方法，并且有很多小的修改如換行规范化以及把空格符的编码"%20"替换为"+" 。按这套方法编码的数据的MIME类型是application/x-www-form-urlencoded，当前仍用于（虽然非常过时了）HTML与XForms规范中。此外，CGI规范包括了web服务器如何解码这类数据、利用这类数据的内容。
如果发送的是HTTP GET请求，application/x-www-form-urlencoded数据包含在所请求URI的查询成分中。如果发送的是HTTP POST请求或通过email，数据被放置在消息体中，媒体类型的名字被包含在消息的Content-Type头内部。